# Sit Still, Look Pretty
Sit Still, Look Pretty è un singolo della cantante statunitense Daya, pubblicato il 29 marzo 2016 come secondo estratto dal primo EP eponimo e incluso nel primo album in studio omonimo.

## Descrizione
Quarta traccia dell'EP, Sit Still, Look Pretty, scritta da Britten Newbill, Mike Campbell e Gino Barletta, è stata prodotta da Scott Bruzenak ed appartiene all'EDM e al pop.

## Accoglienza
Billboard ha eletto Sit Still, Look Pretty la 47ª miglior canzone pop del 2016.

## Video musicale
Il video musicale è stato reso disponibile il 9 settembre 2016.

## Tracce
Download digitale – R!OT Remix
1. Sit Still, Look Pretty (R!OT Remix) – 3:24

## Formazione
Musicisti
- Daya – voce
- Gino Barletta – cori

Produzione
- Scott Bruzenak – produzione
- Gino Barletta – produzione vocale
- Tom Coyne – mastering
- Jamie P. Velez – ingegneria del suono, missaggio

## Classifiche

### Classifiche settimanali
| Classifica (2016) | Posizione massima |
| ----------------- | ----------------- |
| Canada            | 64                |
| Repubblica Ceca   | 53                |
| Slovacchia        | 58                |
| Stati Uniti       | 28                |

### Classifiche di fine anno
| Classifica (2016) | Posizione |
| ----------------- | --------- |
| Stati Uniti       | 78        |